# Diele (Einheit)
Die Diele, auch mit Brandt bezeichnet, war in Norwegen ein Volumenmaß.
- 1 Diele = 24 1/3 Liter (24,3332 Liter)